# 付忠伟
付忠伟（1963年10月—），男，汉族，辽宁海城人。1984年7月加入中国共产党，1986年7月参加工作，在职研究生学历，双硕士学位。中华人民共和国政治人物。曾任中共盘锦市委书记、沈阳市人大常委会主任、党组书记。

## 经历

### 学历
1982年至1986年，在哈尔滨工业大学管理工程专业学习。
1994年至1997年，大连理工大学工商管理专业在职研究生，获工商管理学硕士学位。
1998年3月至1998年6月，参加中共大连市委组织部百名跨世纪拔尖人才赴美国培训班。
2006年1月至2006年12月，新加坡国立大学公共管理专业在职研究生，获公共管理学硕士学位。

### 仕途
1986年至1988年，华北航天工业学院管理系教师。
1988年至1998年，任职于大连市审计局工业交通审计处，历任科员、主任科员、副处长、处长等职。1998年至2015年，先后出任辽宁省审计厅厅长助理、副厅长、党组副书记。
2015年至2016年，任辽宁省审计厅厅长、党组书记。2016年至2018年，任辽宁省财政厅厅长、党组书记。2018年至2020年，担任中共盘锦市委书记。
2020年12月27日，升任沈阳市人大常委会党组书记。2021年2月7日，当选为沈阳市人大常委会主任。

### 落马
2022年11月9日早上8时整，中央纪委国家监委网站发布消息称：沈阳市人大常委会主任付忠伟涉嫌严重违纪违法，目前正接受中央纪委国家监委纪律审查和监察调查。付忠伟也成为中共二十大以来第二位落马的中管干部。
2023年6月28日，付忠伟遭到开除党籍开除公职（双开）处分。2023年10月20日，付忠伟涉嫌受贿一案，哈尔滨市人民检察院已向哈尔滨市中级人民法院提起公诉。
2024年3月29日，黑龙江省哈尔滨市中级人民法院一审公开开庭审理了付忠伟受贿一案，檢方指控付忠偉非法收受他人给予的财物共计折合人民币6470万余元。6月3日，哈尔滨市中级人民法院一审公开宣判付忠伟受贿一案，对被告人付忠伟以受贿罪判处有期徒刑15年，并且处罚金人民币500万元；对其受贿所得财物及其孳息依法予以追缴，上缴国库。